# Jeníkovice (Hradec Králové-i járás)
Jeníkovice település Csehországban, a Hradec Králové-i járásban. Jeníkovice Jílovice, Vysoký Újezd, Libníkovice, Librantice, Ledce és Třebechovice pod Orebem településekkel határos. Lakosainak száma 510 fő (2024. január 1.).

## Népesség
A település lakosságának változását az alábbi diagram mutatja:
| Lakosok száma | 754  | 918  | 882  | 672  | 474  | 399  | 471  | 465  | 481  | 510  |
|               | 1869 | 1890 | 1921 | 1950 | 1980 | 2001 | 2017 | 2019 | 2022 | 2024 |